# ピーター・ヘンライン

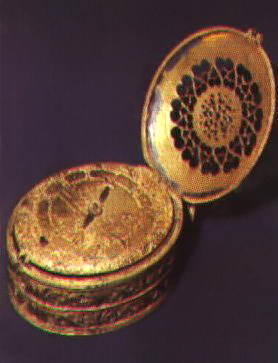
ピーター・ヘンライン作の携帯型時計 ("Taschenuhr")

ピーター・ヘンライン（Peter Henlein 、1479年または1480年 - 1542年8月）は、ニュルンベルクの鍵屋で時計職人。ペーター・ヘンラインとも表記。

## 人物
携帯型計時装置の発明者であり、腕時計の発明者とされることもあるが、懐中時計は彼が生まれた1480年代には存在した記録があり、発明者とするには異論もある。彼が1504年から1508年の間に製作した円筒形の懐中時計はぜんまいばねを1度巻くと40時間動き続けたという。1504年頃に完成した鉄製懐中時計はフィラデルフィア記念堂に現存する。1511年に完成した、ゼンマイを用いた懐中時計は「ニュルンベルクの卵」（ドイツ語:Nürnbergisch Ei ）と呼ばれた。
多くの文献で誤って「1500年頃に時計に使用できるゼンマイを発明した」など時計用ぜんまいばねの発明者とされているが、15世紀の前半に製作されたぜんまいばね使用の時計が2つ現存している 。